# François XII de La Rochefoucauld
Pour les articles homonymes, voir La Rochefoucauld.
François Alexandre Frédéric de La Rochefoucauld, 7e duc de La Rochefoucauld, 2e duc d'Estissac et duc de Liancourt (11 janvier 1747, - 27 mars 1827) est un homme politique, militaire, scientifique, philanthrope et pair français.
Épris de progrès technique, il a notamment fondé la ferme modèle de Liancourt en 1769, l'École nationale supérieure d'arts et métiers en 1780 et la Caisse d'Épargne et de Prévoyance de Paris (première caisse d'épargne en France) en 1818. Il était aussi membre de l'Académie des sciences.

## Biographie

### Famille et formation militaire
Fils de Louis François Armand de La Rochefoucauld de Roye, duc d'Estissac grand maître de la garde-robe du Roi, et de Marie, seconde fille d'Alexandre, duc de La Rochefoucauld (1690-1762), François Alexandre Frédéric de La Rochefoucauld prend d'abord du service dans les carabiniers et se marie en 1764.
Connu dans sa jeunesse sous le titre de comte de La Rochefoucauld, il obtient les honneurs du Louvre le 13 mars 1765 et prend le nom de duc de Liancourt, nom d'une terre possédée par sa famille.
En 1765-1766, il emmène dans son « Grand Tour » d'Italie le peintre et graveur lyonnais Jean-Jacques de Boissieu (1739-1810). Il visite l'Angleterre en 1769, y fait connaissance de Walpole.

Il devient colonel d'un régiment de cavalerie de son nom le 3 janvier 1770, brigadier de dragons le 5 décembre 1781, puis grand'maître de la Garde-Robe du Roi et duc héréditaire d'Estissac, par succession paternelle, le 28 mai 1763. Comme survivancier de son père en la charge de grand-maître de la garde-robe, il en remplit les fonctions dans les dernières années de Louis XV, et les continue pendant le règne de Louis XVI. 

« Ce dernier prince et son auguste épouse avaient, à leur avènement, témoigné au duc de Liancourt une confiance d'autant plus honorable, qu'elle était le prix de la conduite ferme et sage que ce seigneur avait tenue sous le dernier règne, en s'isolant de toutes les intrigues dont madame du Barry était devenue l'âme ou le prétexte. »

— Courcelles, Histoire généalogique et héraldique des pairs de France
Mais le duc de Liancourt ne fait à Versailles que de courtes apparitions, et vient mettre en pratique dans sa terre de Liancourt les améliorations industrielles et agricoles qu'il avait observées dans ses voyages. Il fonde d'abord une ferme modèle dans laquelle il cherche à propager la culture des prairies artificielles, à supprimer le système des jachères, et à élever des bestiaux venus de Suisse et d'Angleterre.

### Fondation de l'École des enfants de l'armée
En 1780, il fonde à Liancourt, une école pour instruire les enfants des soldats pauvres de son régiment. Cette institution prendra une grande extension et comptera en 1788 (année où elle devient l'École des Enfants de la Patrie sous la protection du roi) jusqu'à 130 élèves. Elle deviendra en 1806 l'École d'Arts et Métiers de Châlons-sur-Marne, à l'origine de l'actuelle école d'ingénieurs Arts et Métiers ParisTech et de toute l'histoire de ses élèves, les gadzarts. 

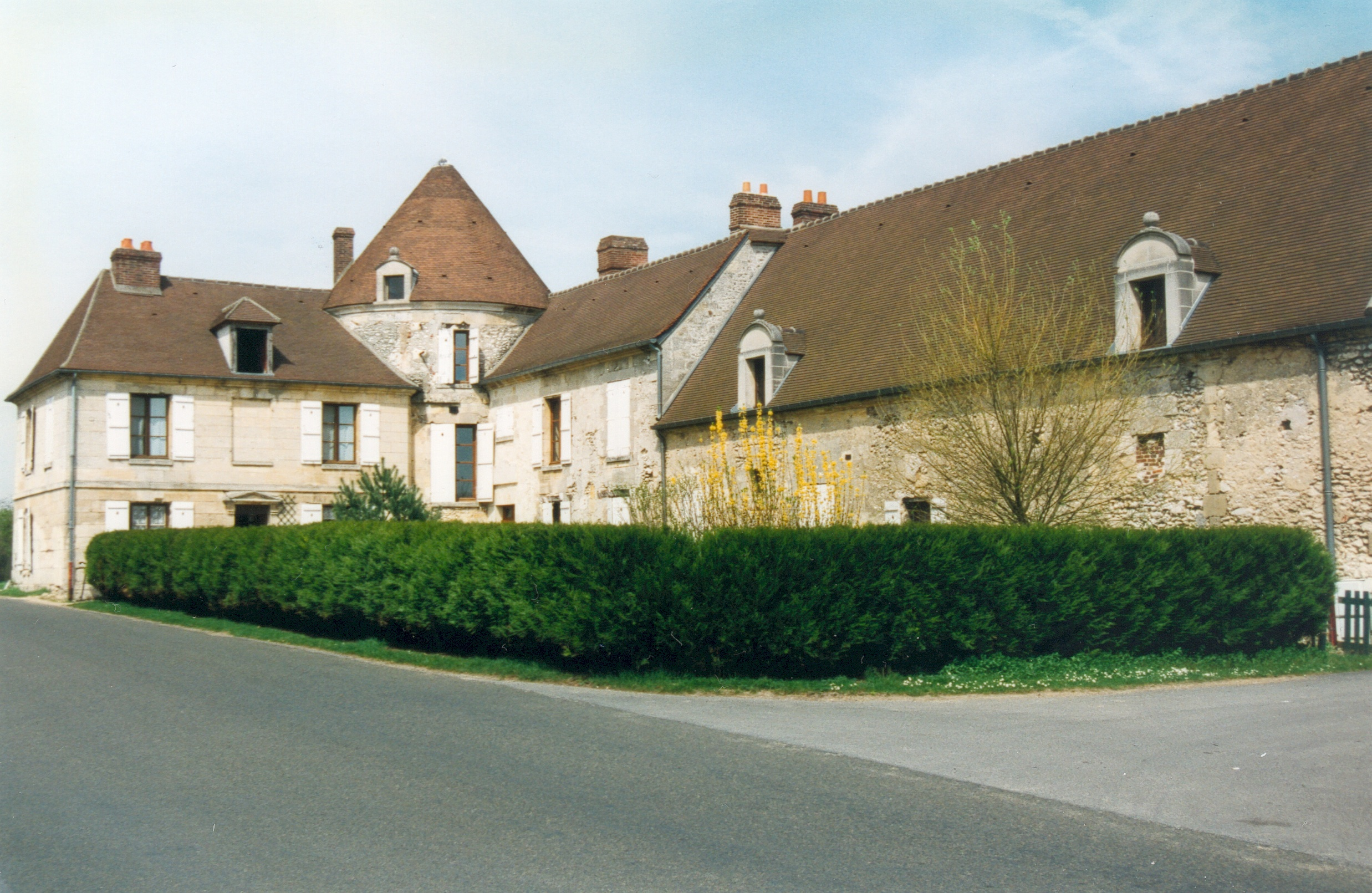
La ferme de la Montagne, premier établissement d'Arts et Métiers ParisTech, 1780.
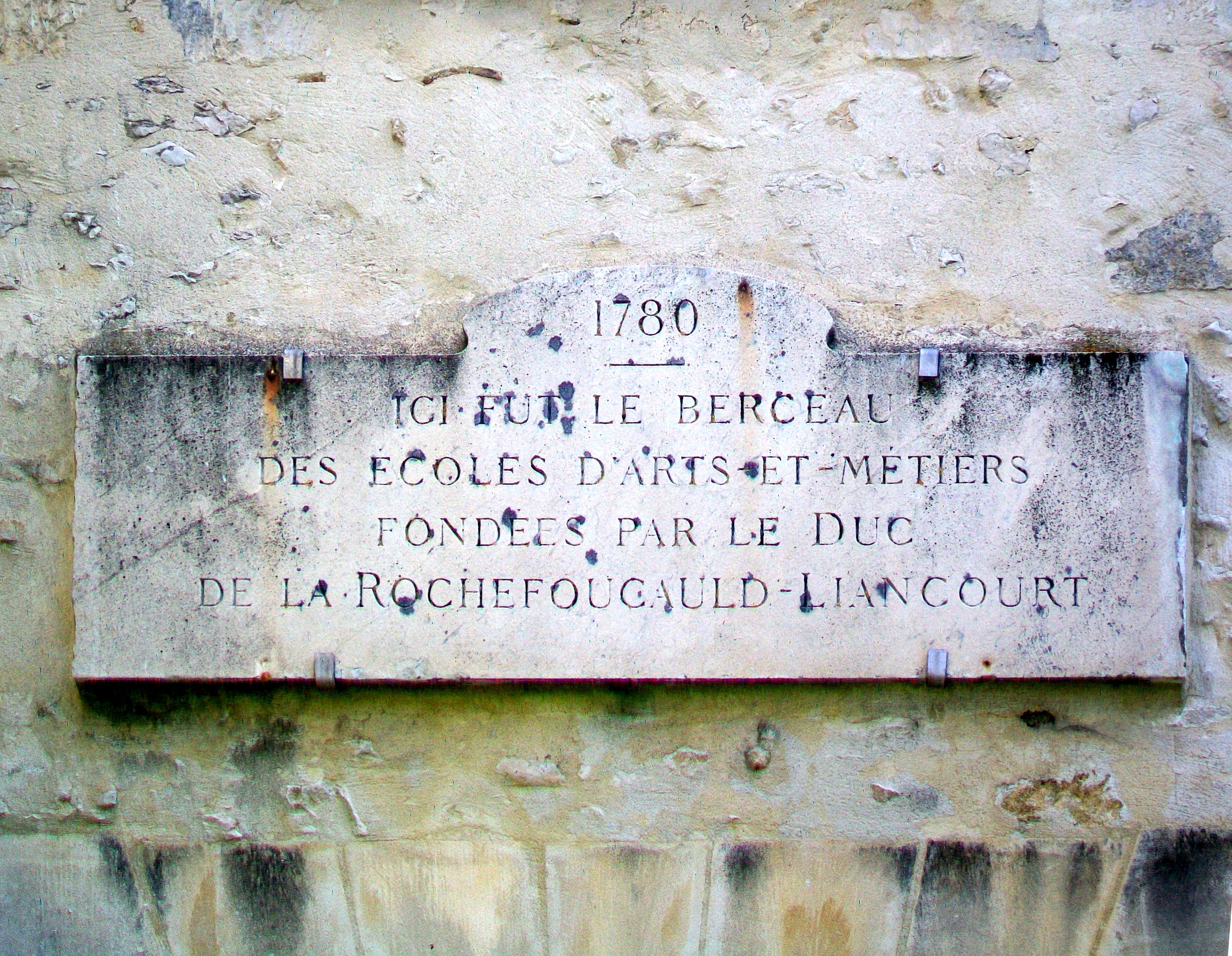
Plaque au-dessus de l'entrée de la ferme de la Montagne à Liancourt (60)

### Critique de l'esclavage colonial
Entre 1781 et 1783, François de La Rochefoucauld-Liancourt effectue deux voyages d'études à travers la France. À chaque étape, il relate avec soin tout ce qu'il a vu dans un journal très détaillé, Voyages en France, qu'il destine à son père. Lors de son passage par Nantes, alors deuxième port négrier français après Bordeaux, il critique particulièrement la traite négrière et l'esclavage dans les colonies :
« La manière dont les pauvres noirs sont traités fait vraiment tort à notre humanité. Premièrement, ce sont des prisonniers de guerre, pris avec nos armes, avec celles que nous leur donnons en échange. Ils sont chargés au nombre de quatre ou cinq cents sur un de nos vaisseaux à l’entrepont sans voir le jour, les fers aux pieds et aux mains toute la journée. On les conduit, l’un après l’autre, sur le pont, pour respirer le bon air et se dissiper de l’ennui qui les dévore ; on les nourrit avec des haricots, principalement, et du pain ; arrivés aux îles, on les vend sur le pied de mille à douze cents francs. Le capitaine du vaisseau a dans la main le succès de cette entreprise. Si son bâtiment marche bien, s’il traite les nègres avec douceur, s’il les nourrit, il en meurt peu et il n’y a pas de révolte. Aussi sont-ils pour l’ordinaire, intéressés du tiers dans le chargement. Mais pour revenir aux nègres, il faut qu’on les traite bien cruellement pour que sur 80 000 nègres que l’on compte à la Martinique il en meurt quinze à vingt mille par an. Il faut bien, il est vrai, que les lois soient sévères pour maintenir 80 000 noirs sous la domination de 10 000 blancs, mais il faut aussi qu’on les traite avec une cruauté bien affreuse pour qu’il en meurt une quantité annuelle aussi considérable. »

### Chevalier des ordres du Roi et maréchal-de-camp
Le duc de Liancourt est nommé et reçu chevalier des ordres du Roi les 1er janvier et 30 mai 1784. En 1786, il fait visiter à Louis XVI les établissements agricoles et industriels de la Suisse. Il est créé maréchal-de-camp le 9 mars 1788.

### Révolution française
Lorsque les États généraux sont convoqués il est élu, le 13 mars 1789, député de la noblesse par le bailliage de Clermont-en-Beauvaisis. Défenseur dans l'Assemblée de la monarchie constitutionnelle, il essaye de concilier les idées nouvelles avec l'Ancien Régime et apporte dans cette assemblée les mêmes principes de réforme et les mêmes sentiments d'équité et de modération que ceux professés par le duc de La Rochefoucauld, son cousin germain.

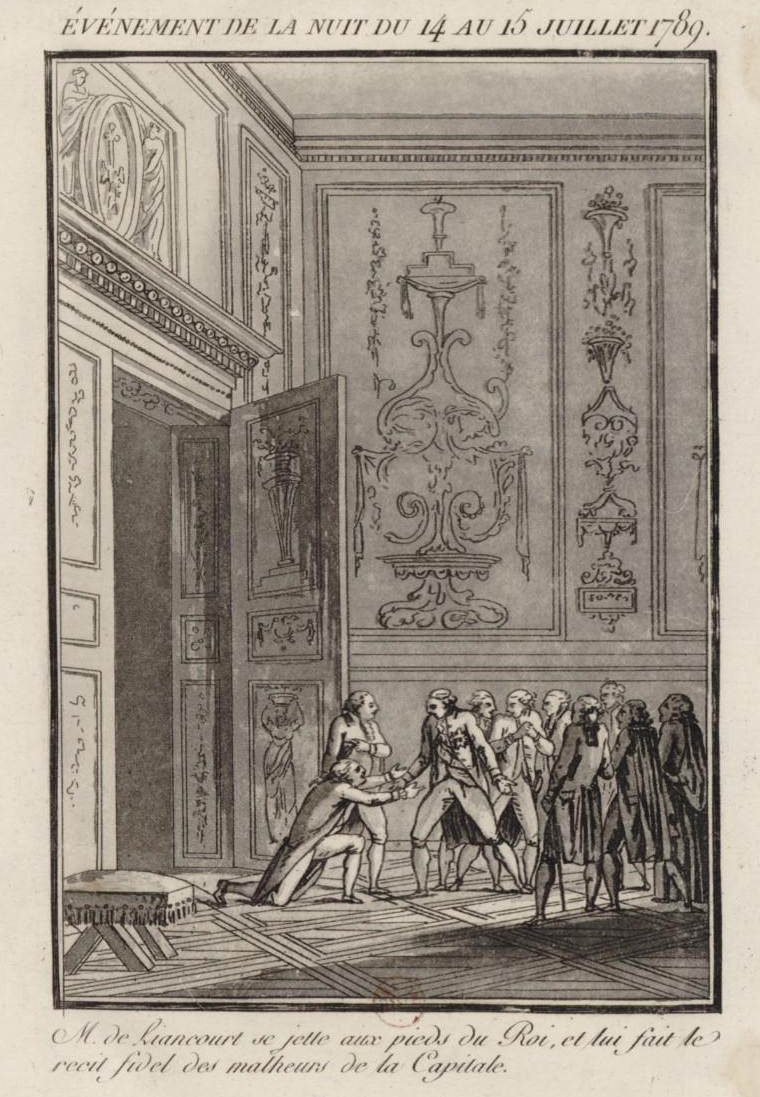
Dans la nuit du 14 au 15 juillet 1789, M. de Liancourt fait au roi le récit des événements à Paris.

Lors de l'insurrection populaire du 14 juillet, le duc de Liancourt, « craignant pour les jours du roi et pour sa couronne », va éveiller ce prince dans la nuit de ce même jour au 15, lui fait part des événements de Paris et de la prise de la Bastille. Son mot au roi est bien connu : 

« — Mais c'est donc une révolte ? s'écriait Louis XVI effrayé de l'agitation du peuple.
— Non, sire, fit gravement le duc ; c'est une révolution »

Et après lui avoir dépeint le caractère menaçant de cette fatale insurrection, il conjure S. M. de se rendre à l'Assemblée Nationale, d'accorder le rappel de M. Necker, l'« idole du jour », au principal ministère, enfin d'ordonner le départ des troupes étrangères cantonnées aux environs de Versailles et de Paris. On peut lire dans Courcelles, Histoire généalogique et héraldique des pairs de France, tome VIII, p.  64-66 :

« Ce conseil, dont les suites étaient au-dessus de toutes prévisions, fut adopté par le roi. L'enthousiasme que la présence de ce prince infortuné excita dans la capitale, acquit au duc de Liancourt une popularité à laquelle il était loin d'aspirer, et qui nécessairement devait motiver l'éloignement de ceux des conseillers du prince qui s'étaient opposés à ce voyage. Désormais désigné dans l'opinion comme l'un des appuis des prétentions populaires, le duc de Liancourt, dont le zèle et l'attachement pour le roi ne s'étaient jamais démentis, donna l'exemple d'un rare dévouement en servant la monarchie dans les rangs de ceux mêmes qui se proposaient de la renverser. »

Commandant en Normandie lors du projet du départ du roi concerté avec M. le Fort, maréchal-de-camp, en juillet 1792, le duc de Liancourt, qui déjà avait eu l'occasion de faire offrir à S. M., par l'organe de M. Bertrand de Molleville, son ministre, toute sa fortune sous la seule réserve de 100 louis de rente, et qui même avait été assez heureux pour faire accepter un premier prêt de 190 000 livres avec la promesse de réaliser et d'y joindre 900 000 livres dans la première quinzaine d'août, avait désigné Gaillon comme la ville où par son grade, sa fortune et son crédit, il pouvait servir le plus utilement la famille royale. La reine avait d'abord approuvé ce projet ; mais partageant les préventions de la cour contre le chef chargé de l'accomplir, cette princesse finit par en dissuader le roi et par faire rejeter cette mesure. Il est vrai que le roi seul connaissait les véritables sentiments du duc de Liancourt : car lorsqu'il fit à M. Bertrand de Molleville l'offre d'un million pour être mis à la disposition du roi, ce ministre ne fut pas maître de contenir sa surprise. Le duc de Liancourt en parut affecté, et lui dit :

« Vous avez peut-être cru, comme beaucoup d'autres, que j'étais démocrate, parce que j'ai été du côté gauche ; mais le roi, qui a connu jour par jour mes sentiments, ma conduite et mes motifs, et qui les a toujours approuvés, sait mieux que personne que je n'étais pas plus démocrate qu'aristocrate, mais que j'étais tout uniment un franc et loyal royaliste ; il n'ignorait pas que je n'aurais pu lui être d'aucune utilité en me plaçant dans le côté droit, parce qu'un individu de plus ou de moins ne l'aurait rendu ni plus fort ni plus faible, tandis qu'en gagnant la confiance du côté gauche, j'étais à portée d'être plus tôt informé des complots ou des manœuvres qui pouvaient se tramer, et d'en instruire S.M.. Je ne vous dirai pas que je n'aie désiré plusieurs réformes que je croyais utiles, mais je n'ai jamais voulu une révolution ; et, quoique je fusse toujours placé du côté gauche, je défie qu'on puisse dire que j'aie jamais appuyé une motion violente, ou que je me sois jamais levé pour faire passer un décret contraire aux véritables intérêts du roi, ou à son autorité que j'ai toujours distinguée de l'abus que pouvaient en faire ses ministres. On m'a reproché d'avoir empêché le roi de partir à l'époque du 14 juillet, et de lui avoir conseillé de se rendre à l'assemblée ; mais qui pouvait prévoir les suites funestes qu'a eues cette mesure, et ces suites ne doivent-elles pas être attribuées à toutes les fausses ou faibles démarches qui l'ont accompagnée, et sur lesquelles je n'ai pas été consulté ? Au reste, j'ai conseillé à S.M. de prendre ce parti, parce que c'était celui que j'aurais pris moi-même, si j'avais été à sa place ; si je me suis trompé, c'est la faute de mon esprit ou de mon jugement, mais ce n'est certainement pas celle de mon cœur, que le roi sait bien lui être et lui avoir toujours été entièrement dévoué. »

— M. Bertrand de Molleville, Mémoires particuliers pour servir à l'histoire de la fin du règne de Louis XVI, t. II, 1823, p. 110-111, 132-134.
Toute la vie politique du duc de Liancourt est tracée dans ce passage et dans le discours qu'il prononça à la tribune le 14 juillet 1791. Alors il défendait de tous ses moyens la monarchie constitutionnelle, comme depuis la Restauration il n'a cessé de concourir au maintien de la monarchie selon la Charte.
Après la prise de la Bastille, le duc de Liancourt fut investi de la présidence de l'Assemblée, qui accueillit « avec faveur » ses rapports sur la mendicité, sur l'état des hôpitaux du royaume, sur la formation d'ateliers de secours pour les indigents, etc. Adversaire de la loi contre les émigrés, il se prononce d'autre part pour la liberté de conscience et pour la liberté individuelle, et s'honore, en proposant le premier l'abolition du supplice de la corde.
En même temps il continuait de s'occuper avec ardeur de la fondation à Liancourt d'une filature de coton, où de nouveaux procédés furent mis en œuvre.
Le 6 octobre 1789 de la même année, le duc de Liancourt accompagna la famille royale et demeura auprès du roi à l'Hôtel-de-Ville de Paris. Le 16 janvier 1790, il défend à l'assemblée nationale le comte d'Albert de Rions, chef d'escadre, contre lequel le peuple de Toulon s'était soulevé, s'oppose à ce que les clubs révolutionnaires ou autres assemblées délibérantes puissent admettre dans leur sein les militaires retirés du service.
Le 16 juin 1791, sur la proposition de La Rochefoucauld, l'Assemblée nationale confirme la décision de démolir conjointement le château de la Tournelle et la porte Saint-Bernard (qui était située juste à côté) pour la somme d'un million de francs. Peu de jours après le « fatal retour » de Varennes, il ose démasquer à la tribune les « projets des démagogues », dans la séance du 14 juillet 1791 : « Disons la vérité tout entière, le roi n'est bravé que par des factieux ; c'est à la royauté qu'on en veut. C'est le trône qu'on veut renverser. » Chargé après la session du commandement d'une division militaire en Normandie, le duc de Liancourt s'efforce d'y pacifier les esprits. Il commandait à Rouen comme lieutenant-général à l'époque du 10 août 1792. Lorsque la nouvelle de ces événements lui parvient, il fait prêter serment de fidélité au roi et à la constitution, par toutes les troupes régulières et milices sous son commandement.

### Émigration
Destitué peu de jours après et vivement poursuivi par ses ennemis, il ne parvient à leur échapper qu'en s'embarquant au Crotoy, et en passant en Angleterre, où il séjourne jusqu'en 1794 dans la petite ville de Bury. Il s'y lie avec le célèbre Arthur Young. De l'exil il écrit, lors du jugement du roi, à Barère, président de la Convention, pour lui demander à témoigner en faveur du roi ; mais cette démarche est vaine.
Le duc de La Rochefoucauld (il avait repris ce titre depuis la mort de son cousin germain tué à Gisors, le 4 septembre 1792, qui fit du duc de Liancourt le chef des nom et armes de sa maison) quitte alors l'Europe en 1794, et parcourt en observateur et en philosophe les États-Unis.
Participant aux travaux de la Société d'émancipation de Pennsylvanie, il est témoin des astuces et combats juridiques menés autour de cette émancipation, l'une d'entre elles consistant à placer les esclaves sous un contrat de travail courant jusqu'à l'âge de 28 ans, permettant de déjouer la colère des États esclavagistes et des colons français de Saint-Domingue réfugiés en Amérique.
Il publie pendant cette période, plusieurs essais relatifs à ses expériences : Notice sur l’impôt territorial en Angleterre (1790) et Des prisons de Philadelphie (1796).
En 1795, il entame avec cinq compagnons un voyage qui couvre une grande partie des États du Nord et du Canada. Lui et ses compagnons traversent le Niagara pour Fort Érié et croisent aussi le Fort Chippawa. À Newark (Niagara-on-the-Lake), avec Aristide du Petit-Thouars, il est  accueilli par le lieutenant-gouverneur John Graves Simcoe. Mais il n'obtient pas l'autorisation de poursuivre son voyage et reçoit de Lord Dorchester, gouverneur du Canada, un ordre d'expulsion. Dépité il s'en retourne aux États-Unis en rejoignant Albany.
Au cours de ses différents voyages en Amérique septentrionale, il a rédigé une dizaine de volumes de carnets, qu'il annotera ensuite durant toute sa vie. Ces manuscrits sont conservés aux Archives Nationales à Paris. Une édition en 8 volumes en a été publiée dès son retour en France en 1799, dans l'indifférence générale. Quelques exemplaires en subsistent aujourd'hui, dont l'un est conservé aux Archives gadzarts de Liancourt, dans l'Oise. En 2009, la Fondation Arts et Métiers en a réédité une version brochée, à quelques centaines d'exemplaires.
Des États-Unis il revint en Europe vers la fin de l'année 1798, puis voyagea en Hollande, dans le nord de l'Allemagne et au Danemark.
« Vers cette époque », écrit un biographe[Lequel ?], « Louis XVIII, du fond de sa retraite, lui fit demander, comme s'il avait été déjà sur son trône, de renoncer à la charge de grand-maître de la garde-robe que son père avait payée 400 000 livres. Le duc répondit aussitôt par un respectueux refus, et telle fut sans doute l'origine de la disgrâce dans laquelle il tomba plus tard sous la Restauration. »
Peu apprécié du Comte de Provence, futur Louis XVIII, il ne se mêle que peu à son entourage exilé et en 1797 il sollicite sans succès l’autorisation de rentrer en France. Réfugié chez son fils à Altona près de Hambourg en février 1798, il attendra jusqu'à la fin de 1799 l'autorisation de rentrer en France, sans doute avec l'aide de Talleyrand qu'il avait côtoyé pendant son exil à Philadelphie.

En l'an VI, étant à Hambourg, il fit des démarches et rédigea un Mémoire pour rentrer en France : 

« Cette démarche, écrivait-il, me coûte horriblement ; elle semble un acquiescement à ce que je croirais devoir appeler une injustice. Mais je suis rongé de chagrins, accablé de malheurs, et je sens qu'il me faut promptement ou sortir ou y succomber. »

### Consulat et Empire
Alors il reprit à Liancourt la direction des institutions qu'il avait fondées et que la Révolution avait respectées, et « attendit ainsi le retour des Bourbons ».
Il rentra en France après le 18 brumaire (novembre 1799) et vécut dans la retraite, s'occupant seulement d'œuvres de bienfaisance jusqu'au jour où sa radiation de la liste des émigrés fut prononcée. Il rentra alors dans la possession de la seule partie de ses biens qui avait été conservée par le gouvernement comme biens nationaux.
Dans cette restitution se trouvait compris le château de Liancourt où, dès l'année 1780, il avait fondé une vaste école dans laquelle 25 fils de soldats recevaient l'entretien et l'éducation nécessaires pour devenir dans l'armée de bons ouvriers ou des sous-officiers instruits. Le gouvernement accordait une solde de 7 sous par jour pour la nourriture de chacun des élèves ; tout le reste était à la charge du fondateur. Telle a été l'origine de la célèbre école des Arts et Métiers qui, après avoir doublé la richesse et la population du village de Liancourt, a été transférée successivement à Compiègne et à Châlons-sur-Marne, toujours dirigée par le duc de la Rochefoucauld, sous le titre d'inspecteur général du Conservatoire national des arts et métiers.
En 1800 il est le premier à importer en France la vaccination qui sert à prévenir de la variole ; le procédé, mis au point par l'anglais Edward Jenner, consiste à inoculer à l'être humain la vaccine de la vache, maladie qui est bénigne chez l'homme et qui le préserve ensuite de la variole, qui elle peut être mortelle. Il est décoré de la Légion d'honneur en 1810.

### Restauration française
Louis XVIII ne lui rendit pas sa charge et se contenta de l'appeler à la Chambre des pairs le 4 juin 1814, le créant pair de France, sous le titre de duc de la Rochefoucauld, « qui lui était dévolu comme réunissant en sa personne les deux premières branches ducales de sa famille », depuis la mort du duc de la Rochefoucauld, son cousin-germain massacré à Gisors le 14 septembre 1792.
Pendant les Cent-Jours, fidèle au parti des « libertés constitutionnelles », il consent à siéger dans la Chambre des représentants, où l'envoie l'arrondissement de Clermont (Oise), le 9 mai 1815, par 64 voix sur 88 votants.
Mais au second retour de Louis XVIII, il reprend sa place parmi les pairs, s'abstient au procès du maréchal Ney, et reste l'ami de la royauté tout en repoussant les opinions des ultras.
Il exerce ensuite plusieurs fonctions publiques à titre gratuit, défend l’abolition de la Traite des Noirs, et l’interdiction des jeux et loteries.
Il fonde le 15 novembre 1818, la Caisse d'Épargne et de Prévoyance de Paris, première caisse d'épargne de France.
Nommé en 1816 membre du conseil général des hôpitaux, il s'occupe activement de la Société de la morale chrétienne qu'il préside, et qui poursuivait l'abolition de la traite des Noirs et la suppression des loteries et des jeux. Inspecteur général de l'École des Arts et Métiers transférée à Châlons sous les auspices du gouvernement, membre du conseil général des manufactures, du conseil d'agriculture, du conseil général des prisons, du comité de vaccine, il se voit privé en 1823 par le ministère Villèle, qu'il combattait à la Chambre des pairs, de huit fonctions publiques et gratuites. En revanche, l'Académie des sciences l'admet au nombre de ses membres.
Aux fonctions d'inspecteur général et de président du conseil de perfectionnement du conservatoire des Arts et Métiers, il joignait celles de membre du conseil général des prisons, du conseil général des manufactures, du conseil général d'agriculture, du conseil général des hospices de Paris et du conseil général de l'Oise. Toutes ces fonctions étaient sans traitement, et exigeaient au contraire de continuels sacrifices. Le duc de la Rochefoucauld en a cessé l'exercice depuis l'ordonnance royale du 14 juillet 1823, et au mois d'août il a cessé d'être président du comité de vaccine. « Tout le monde sait que ce fut du château de Liancourt que s'était répandue dans toute la France la vaccine, cette découverte importante, qui a tant ajouté aux droits que la maison de la Rochefoucauld s'était acquis depuis six siècles à la reconnaissance publique; ce fut encore dans ce château que fut fondée l'une des premières écoles les mieux ordonnées d'enseignement mutuel. »

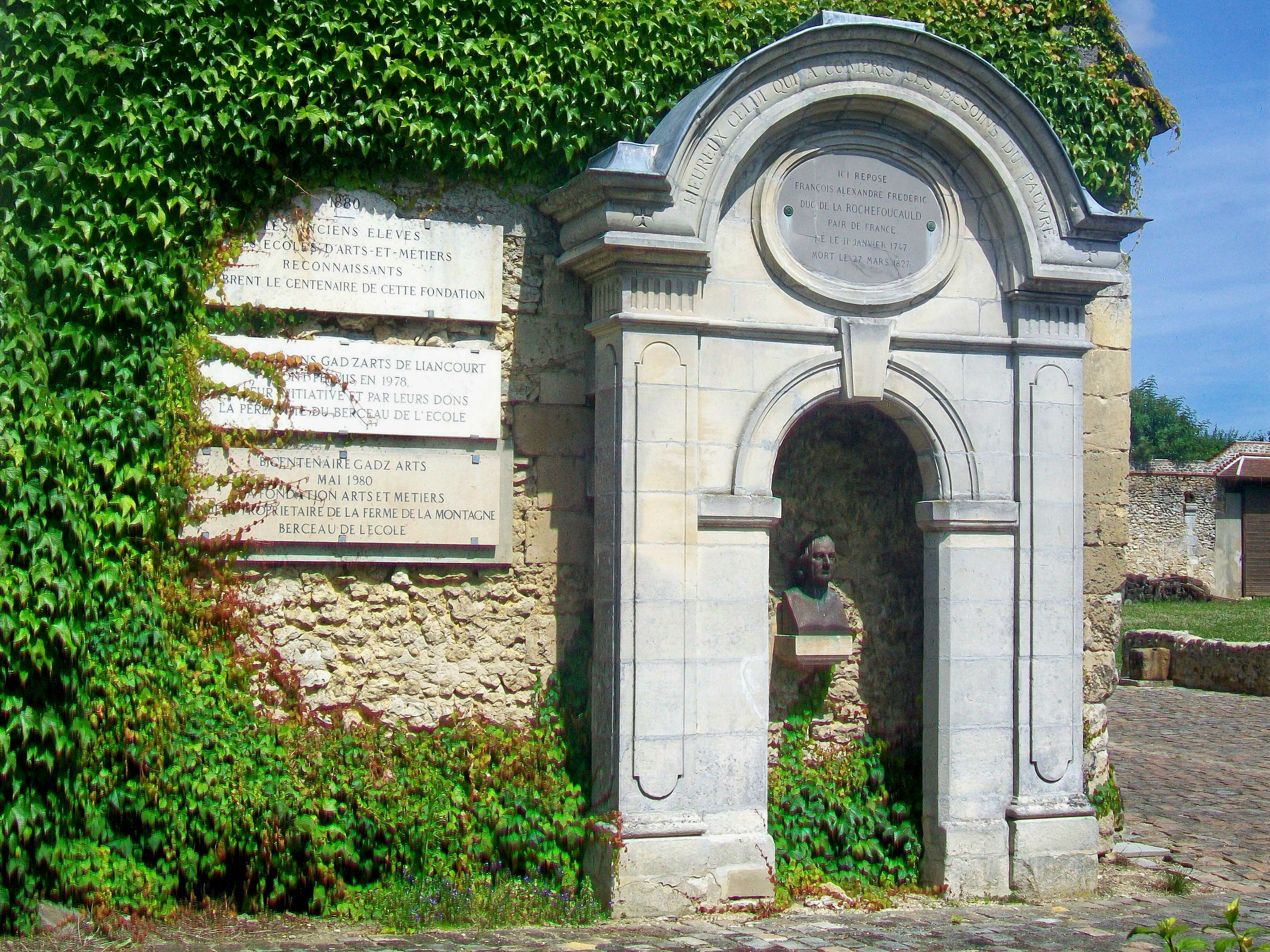
Cénotaphe du duc de La Rochefoucauld.

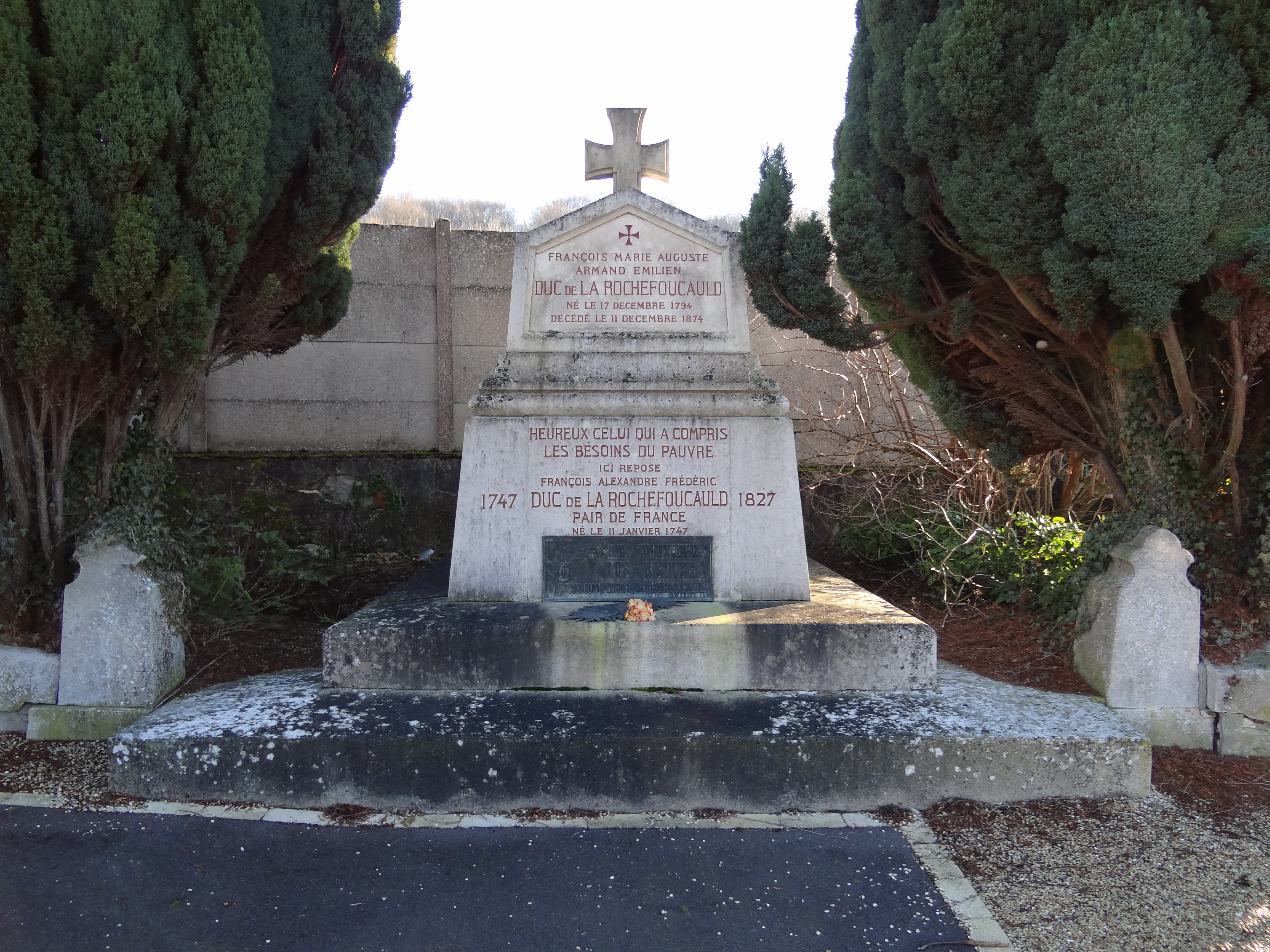
Tombeau du duc au cimetière de Liancourt.

Le duc de La Rochefoucauld-Liancourt, qui venait de faire les premiers essais de l'enseignement mutuel et de fonder la première caisse d'épargne de France, jouissait d'une extrême popularité, lorsqu'il est atteint brusquement, le 23 mars 1827, de « la maladie » qui l'emporte le 27 mars 1827 au 9 rue Royale.
Ses funérailles sont marquées par de pénibles incidents. Les élèves de l'École des Arts et Métiers s'étant rendus en foule à l'église et ayant voulu porter son cercueil sur leurs épaules, sont chargés dans la rue Saint-Honoré par la gendarmerie ; le cercueil tombe dans la boue et se brise, laissant apparaître le corps. Les insignes de la pairie qui le décoraient, sont foulés aux pieds. On réclame vainement une enquête : l'affaire est étouffée par le ministère. Suivant ses dernières volontés, le duc de La Rochefoucauld est enterré à Liancourt. Aujourd'hui son premier monument funéraire a été remonté dans la ferme de Liancourt, propriété de le Fondation Arts et Métiers et son corps transféré dans un monument funéraire familial au cimetière de Liancourt. Il est écrit sur son monument funéraire : "Heureux celui qui a compris les besoins du Pauvre".
À la fin du XXe siècle, ses descendants ont transféré sa riche bibliothèque (plusieurs milliers d'ouvrages) dans une salle aménagée dans une tour du château de La Rochefoucauld (Charente), berceau de la famille. Son portrait par Gros et un buste de lui y sont également visibles.

## Publications
On a de lui un très grand nombre d'écrits sur l'agronomie, l'abolition de la peine de mort, la politique, les finances et fiscalité, la géographie, la sociologie, : 
- Voyage dans les Etats-Unis d'Amérique fait en 1795, 1796 et 1797, an VII [1799], Paris, 8 tomes in 8°, tome 1[29], tome 2[30], tome 3[31], tome 4[32], tome 5[33], tome 6[34], tome 7[35], tome 8[36].
- Quelques articles sur l'abolition de la peine de mort : XVIIIe – XIXe siècle : 1747-1827, Paris, Imp. de A. Henry, s.d., 122 p., in-8° (BNF 30742702) ;
- Société d'agriculture de Seine-et-Oise, Comité du 29 fructidor an IX (16 septembre 1801) : Sur le plantage du blé, Versailles, Imp. de Jacob, 12 p., in-8° (BNF 30742706, lire en ligne) ;
- Opinion du député de la noblesse de Clermont-en-Beauvoisis [le duc de La Rochefoucauld-Liancourt], en faveur de la réunion des trois ordres en une chambre unique, lue dans la séance du 27 juin 1789, le matin, dans la Chambre de la noblesse, 1789 (BNF 30742715) ;
- Finances, crédit national, intérêt politique et de commerce, forces militaires de la France : XVIIIe siècle : 1747-1789, Paris, 1789, 2 parties, 1 volume in-8 (BNF 30742694, lire en ligne)[37] ;
- Notice sur l'impôt territorial en Angleterre, Paris, 1801 (1re éd. 1790), in-8° ;
- Utilité de la caisse nationale, proposée dans le livre du crédit national, appliquée à tous les systèmes de finances, à tous les partis que pourront prendre les États généraux pour consolider la dette publique, 1789, 16 p., in-8° (BNF 40028676) ;

- Caisse d'épargne et de prévoyance. Rapport fait à l'Assemblée générale des fondateurs et administrateurs, le 4 août 1819, par M. le duc de La Rochefoucauld, 1819 (BNF 30742691) ;
- Discours du duc de La Rochefoucauld. Caisse d'épargne et de prévoyance. Assemblée générale des fondateurs et administrateurs de la caisse, convoquée par le Conseil des directeurs, le 20 novembre 1820, pour entendre le compte rendu des opérations de la Caisse, du 30 septembre 1820, Paris, Hacquart, 1820 (BNF 30742692) ;
- Notes sur la législation anglaise des chemins, Paris, Agasse, an ix (1801), in-8° (BNF 30742697, lire en ligne) lire en ligne sur Gallica ;
- Recherches sur le nombre des habitants de la Grande-Bretagne, Traduit de l'anglais, 1802 ;
- Statistique industrielle du canton de Creil, Senlis, Impr. de Tremblay, 1826, in-8° ;
- Plan du travail du comité pour l'extinction de la mendicité, présenté à l'assemblée nationale, 1790, in—4° ;
- Travail du comité de mendicité, contenant les rapports faits à l'assemblée nationale : rapport du comité de mendicité : exposé des principes généraux qui ont dirigé son travail, Paris, Imp. nationale, 1789-1790, 15 p., in-8 (BNF 30742724, lire en ligne) ;
- Des prisons de Philadelphie, par un Européen, vol. 1 vol. in-8, Mme Huzard (Philadelphie, 1796), Moreau de St Méry (Paris, 1819) (BNF 30742698, lire en ligne) ;
- État des pauvres, ou histoire des classes travaillantes de la société en Angleterre, depuis la conquête jusqu'à l'époque actuelle, Londres (1797), Paris (an VII), AgasseExtrait de l'ouvrage publié en anglais par sir Horion Eden. Fait partie de la collection Duquesnoy. Cet extrait aurait dû propager davantage la connaissance du livre, qui est excellent, et qui devrait servir de modèle à toutes les recherches sur l'état des pauvres. Malheureusement l'ouvrage de sir Horion Eden n'a pas moins de trois volumes in-*
- Le Bonheur du peuple, almanach à l'usage de tout le monde (1819) ;
- Dialogue d'Alexandre et Benoît sur la Caisse d'épargne (1818) ;
- ses Opinions prononcées à l'Assemblée nationale en 1789, 1790 et 1791, puis à la Chambre des pairs, et divers Discours, Rapports et Comptes rendus.

Larochefoucauld a également publié plusieurs brochures sur les caisses d'épargne et d'autres écrits populaires sous le nom du père Bonhomme.

## Récapitulatif

### État de service[22]
- Prit du service dans les carabiniers[1] ;
- Colonel d'un régiment de cavalerie de son nom (3 janvier 1770[3]) ;
- Brigadier de dragons (5 décembre 1781) ;
- Maréchal-de-camp (9 mars 1788[5]) ;
- octobre 1791 - 13 mai 1792 : Affecté à la 15e division militaire ;
- Lieutenant général (13 mai 1792) ;
- 13 mai 1792 - 18 août 1792 : Commandant de la 15e division militaire (démissionne).

### Titres
- Duc de Liancourt (1765-1817) ;
- Duc d'Estissac (1783-1814) ;
- Duc de La Rochefoucauld (1792-1827) ;
- Prince de Marcillac[38]

Par son épouse
- Vicomte de Rennes[1] ;
- Seigneur de Baud, Camors et Quinipli[1] ;
- Marquis de Crévecoeur

Empire et Restauration
- Chevalier de l'Empire[2] ;
- Pair de France :
  - 4 juin 1814 - mars 1815, juillet 1815 - 27 mars 1827,
  - Duc et pair héréditaire (31 août 1817, lettres patentes du 25 juillet 1822, sans majorat)[39].

### Décorations
| Chevalier du Saint-Esprit | Chevalier de la Légion d'honneur | Chevalier de Saint-Louis |

- Chevalier du Saint-Esprit[3] (nommé et reçu les 1er janvier et 30 mai 1784[5]) ;
- Membre de la Légion d'honneur (8 janvier 1810)[2] ;
- Chevalier de Saint-Louis (9 juin 1781[22]).

### Armoiries
| Image | Armoiries |
| ----- | --- |
|       | Armes du duc de Liancourt (1763-1792) Écartelé: aux 1 et 4, de gueules à la bande d'argent (de Roye) ; au 2 et 3, d'or au lion d'azur armé et lampassé de gueules (de Roucy) ; sur le tout, burelé d'argent et d'azur à trois chevrons de gueules brochant, celui du chef écimé (de La Rochefoucauld). |
|       | Armes du duc de La Rochefoucauld, pair de France, « chef des nom et armes de sa maison, » Burelé d'argent et d'azur, à trois chevrons de gueules, brochant sur le burelé, le premier chevron écimé,.                                                                                                   |

### Hommages, honneurs et mentions

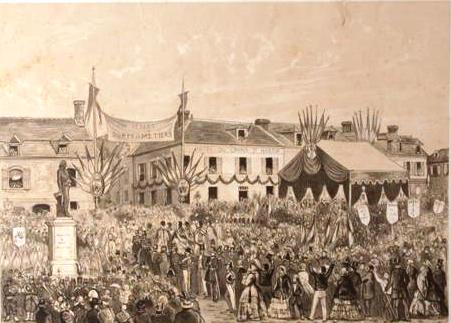
Inauguration de la statue du duc de La Rochefoucault, Liancourt, le 6 octobre 1861.

- Grand maître de la garde-robe du Roi (1763-1794) ;
- Honneurs du Louvre (13 mars 1765[3]) ;
- Membre de l'Académie des sciences (correspondant depuis le 20 février 1804, membre libre le 24 septembre 1821[42]) ;
- Une statue à son effigie fut érigéé, à Liancourt, le 6 octobre 1861.
- La rue Liancourt (Paris XIVe) lui doit son nom.
- En 1849, un baleinier français, Le Liancourt (nommé en son honneur), « découvrit » un archipel coréen le 27 janvier 1849. Cet archipel fut appelé Rochers Liancourt.
- Dans le film La Révolution française (1989), le rôle du duc de La Rochefoucauld-Liancourt est interprété par Yves-Marie Maurin.

## Famille et descendance

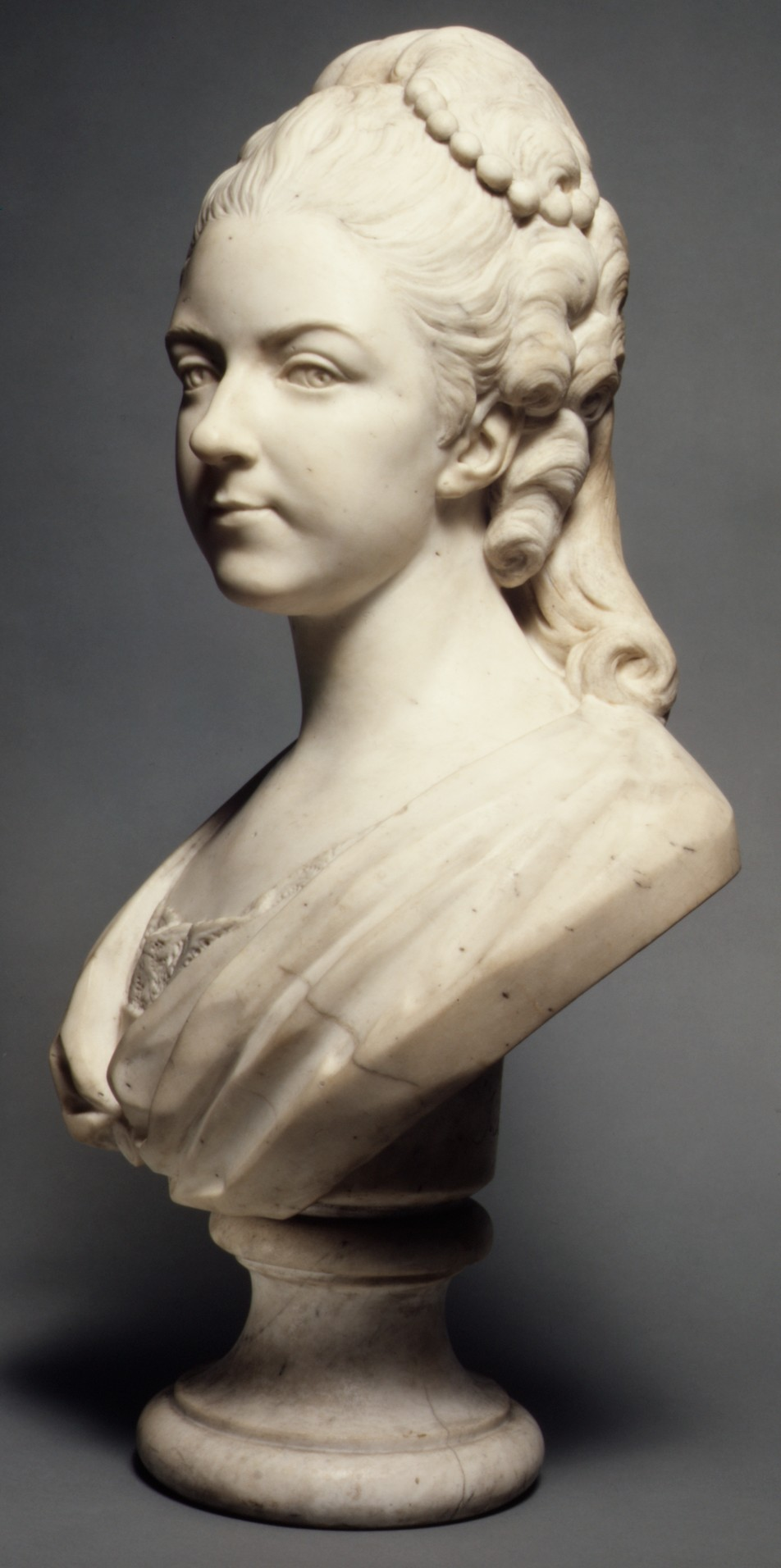
Jean-Baptiste Lemoyne, Buste de Félicité Sophie de Lannion, à l'âge de 29 ans, épouse de François XII de La Rochefoucauld

François Alexandre Frédéric de La Rochefoucauld était le fils aîné de Louis François Armand de La Rochefoucauld de Roye (22 septembre 1695 † 28 mai 1783),  1er duc d'Estissac et de Marie de La Rochefoucauld (1718-1789), dite « Mademoiselle de La Rocheguyon », dame d'Aubijoux, du Luguet, de Belesta et de Bernis, fille d'Alexandre de La Rochefoucauld (1690-1762), duc de La Roche-Guyon, duc de La Rochefoucauld (1728-1762). Il avait pour frères et sœurs :
1. Émilie Alexandrine (Paris, 31 décembre 1742 - Paris, 29 janvier 1814), mariée le 3 mars 1761 avec Anne Louis Alexandre de Montmorency (1724-1812), prince de Robech ;
2. Adélaïde Martine ( † 7 novembre 1745) ;
3. Armand Alexandre Roger (Paris, 19 octobre 1748 - Paris, 17 mars 1774), comte de Durtal, marié avec Anne Alexandrine Rosalie de La Rochefoucauld-Doudeauville (Paris, 13 août 1753 - exécutée à Paris le 18 ventôse an II : 8 mars 1794), victime de la Révolution française

- Le duc de la Rochefoucauld, alors duc de Liancourt, a épousé, le 14 septembre 1764[44], Félicité-Sophie de Lannion, qui a pris le tabouret chez la reine le 17 mars 1760, fille de Hyacinthe-Gaétan, « marquis de Lannion » (1719-1762), baron de Malestroit, chevalier des ordres du Roi, lieutenant-général des armées, et gouverneur de Minorque, et de Marie-Charlotte-Félicité de Clermont-Tonnerre, cousine germaine du duc de Liancourt. Elle lui apporte notamment le marquisat de Crévecoeur. De ce mariage sont issus :
  - François XIII Armand Frédéric de La Rochefoucauld (1765-1848), 8e duc de La Rochefoucauld, duc de Liancourt, etc., il achète en 1829 le domaine de La Roche-Guyon à son cousin le duc de Rohan, marié en 1794 avec Marie-Françoise de Tott (1770-1854), dont :
    - François XIV Marie Auguste Armand Émilien de La Rochefoucauld (17 décembre 1794 - 11 décembre 1874), 13e duc de La Rochefoucauld (1848-1874), prince de Marcillac (1794-1827), duc de Liancourt (1827-1848), officier de la Légion d'honneur, chevalier de Saint-Louis, propriétaire, marié (Paris, 10 juin 1817) avec Zénaïde de Chapt de Rastignac (1798-1875), dame de Montmirail, dont postérité ;
    - Le comte Olivier Joseph Marie Alexandre de La Rochefoucauld (Altona, 4 mai 1797, Paris 22 avril 1885), marié le 27 septembre 1825 à Villebon (Eure-et-Loir), avec Rosine (1808-1852), fille de Pierre François Cuillier-Perron (1753-1834), sans postérité, puis, à Paris le 19 septembre 1853 avec Augustine Euphrosine Montgomery (1827-1909), dont postérité ;
    - Françoise Charlotte Blanche Sophie de La Rochefoucauld (Altona, 23 avril 1799 - Argueil, 5 mars 1877), mariée, le 27 octobre 1824 à Beauvais, avec Jacques-Dominique-Armand, marquis de Castelbajac (1787-1864), maréchal des camps et armées du roi, dont postérité ;
    - Le comte Charles-Frédéric de La Rochefoucauld (Crèvecœur-le-Grand, 9 juin 1802 - Paris, 10 janvier 1895), marié le 27 septembre 1825 à Villebon (Eure-et-Loir), avec Anne-Charlotte (1809-1892), fille de Pierre François Cuillier-Perron (1753-1834), dont postérité ;
    - Le comte Marie Thomas Auguste Hippolyte de La Rochefoucauld (Liancourt (Oise), 13 août 1804 - Paris, 11 janvier 1893), ministre plénipotentiaire, commandeur de la Légion d'honneur (29 décembre 1843)[45], grand-croix de l'Ordre de Louis de Hesse, grand-croix de l'Ordre de Saint-Joseph, chevalier de l'Ordre de Charles III d'Espagne, marié, le 26 août 1833 à Paris, avec Elisabeth Duroux (1815-1875), dont postérité ;
    - Fanny-Marie-Blanche-Françoise de la Rochefoucauld (Paris, 29 novembre 1807 - Paris, 19 novembre 1848), mariée le 25 février 1828 avec Armand Alexis (1804-1891), comte de Montault, dont postérité. Elle eut aussi, en 1837, une relation avec Anatole Demidoff (1813-1870), dont elle eut fils naturel ;

  - Alexandre-François, comte de La Rochefoucauld (1765-1841), hérite de sa mère l'ancien marquisat de Crévecoeur. Il épouse en 1788 Adélaïde de Pyvart de Chastullé (1769-1814), dont :
    - Postérité ;

  - Aglaé Émilie Joséphine de La Rochefoucauld (Paris, 28 mai 1774 - Paris, 15 janvier 1789 - Paris) ;
  - Frédéric Gaëtan de La Rochefoucauld (1779-1863), marquis de Liancourt, dont il racheta le domaine à ses frères, marié en 1808 avec Marie Caroline Petronilla Schall de Bell (vers1794/1795-1870), « gräfin » von Schall-Riaucour, dont :
    - Postérité.

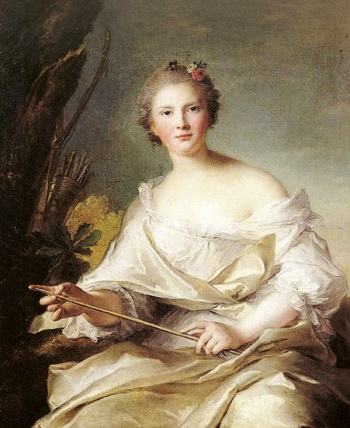
Jean-Marc Nattier, Portrait de la duchesse d'Estissac (1742), Marie de La Rochefoucauld (1718-1789), dite « Mademoiselle de La Rocheguyon », mère du duc de La Rochefoucauld.
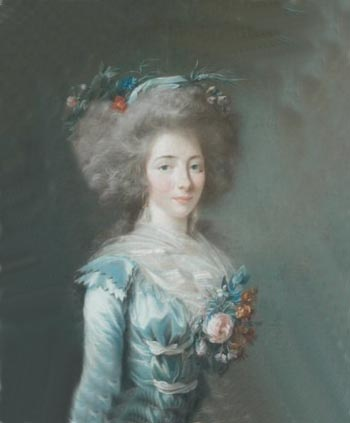
Félicité de Lannion (1745-1830), duchesse de La Rochefoucauld, son épouse.
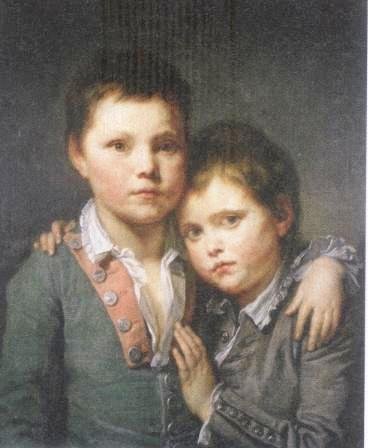
Jean-Baptiste Greuze, Portrait de François et d'Alexandre de La Rochefoucauld, vers 1772-1775, ses deux fils aînés.